# Hoofdtelefoon

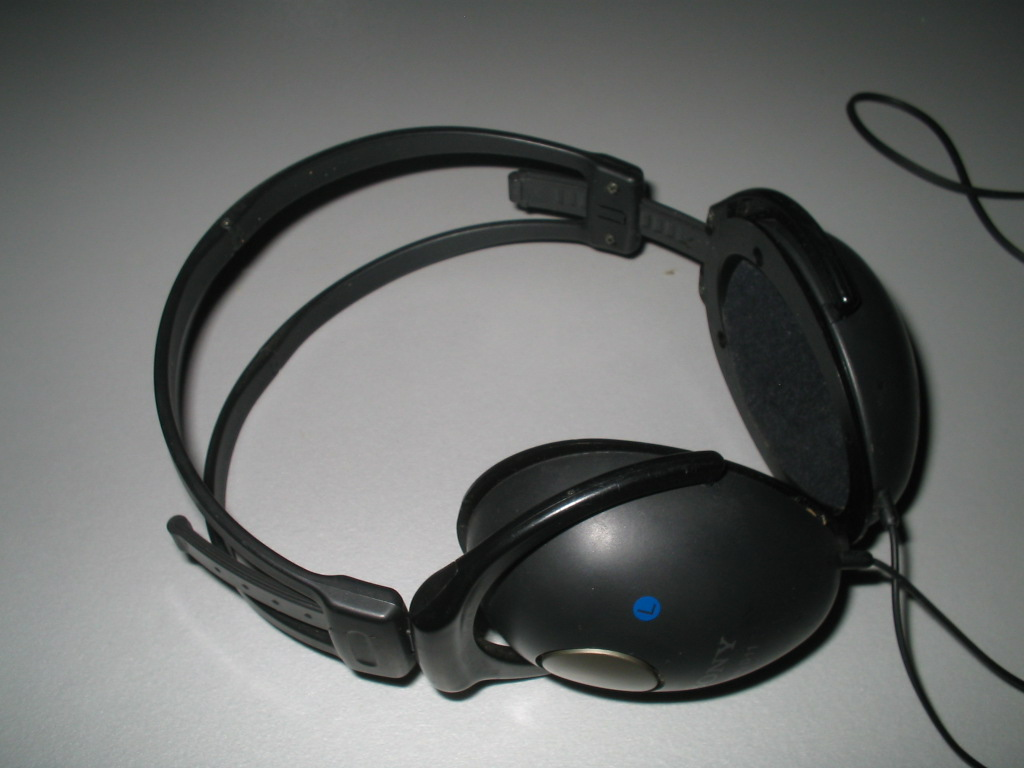
Een 'gesloten' hoofdtelefoon

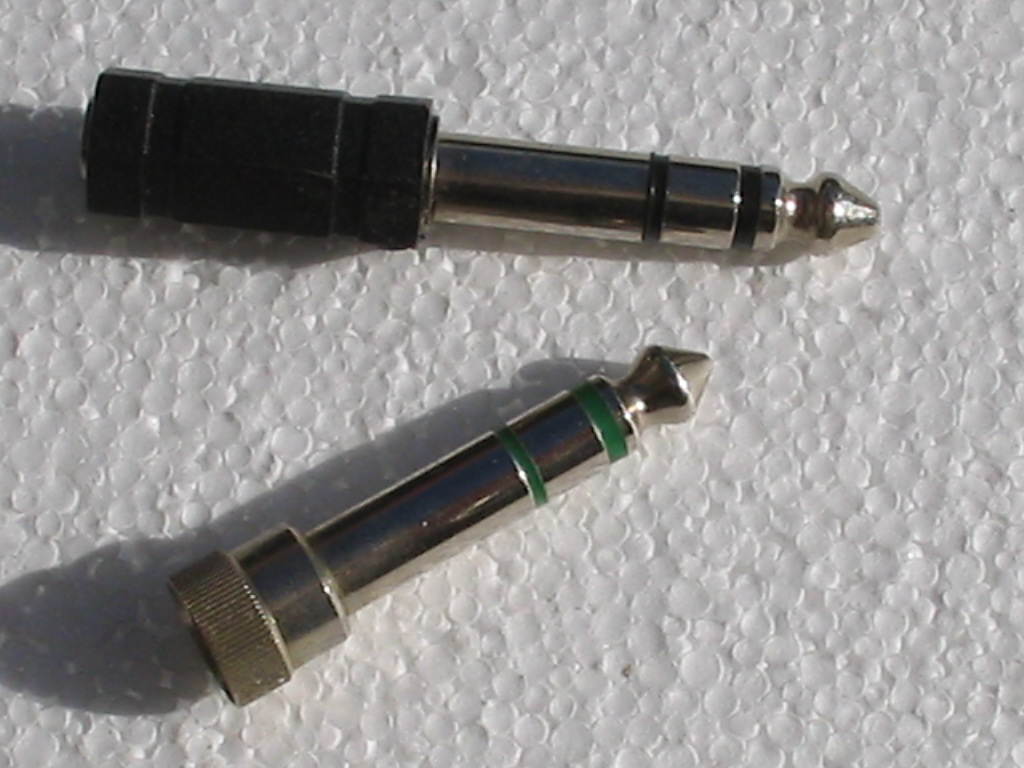
Twee stereo-adapterpluggen van 3,5 mm naar 6,3 mm voor een hoofdtelefoonaansluiting

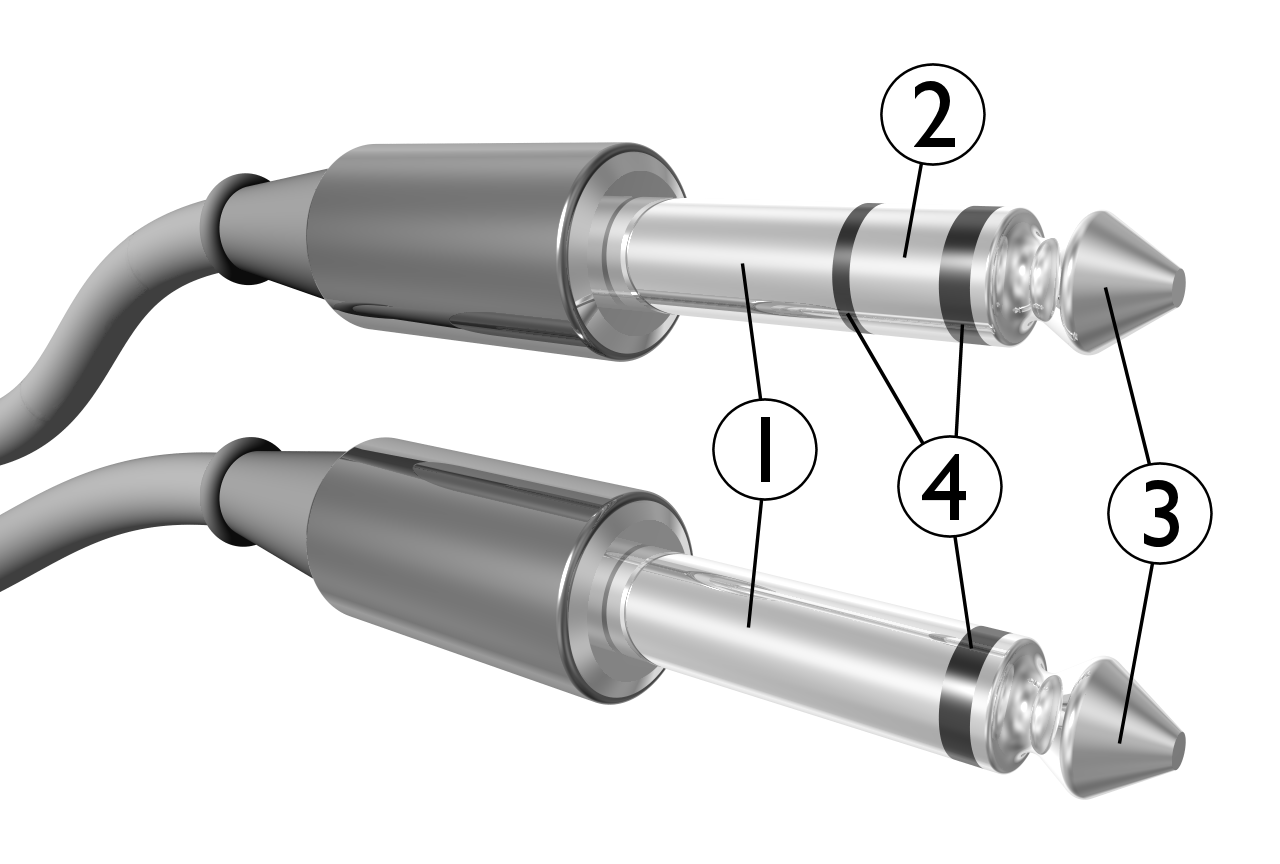
Jackpluggen
1. Massa
2. Rechterkanaal
3. Linkerkanaal (boven) of monosignaal (onder)
4. Isolatie

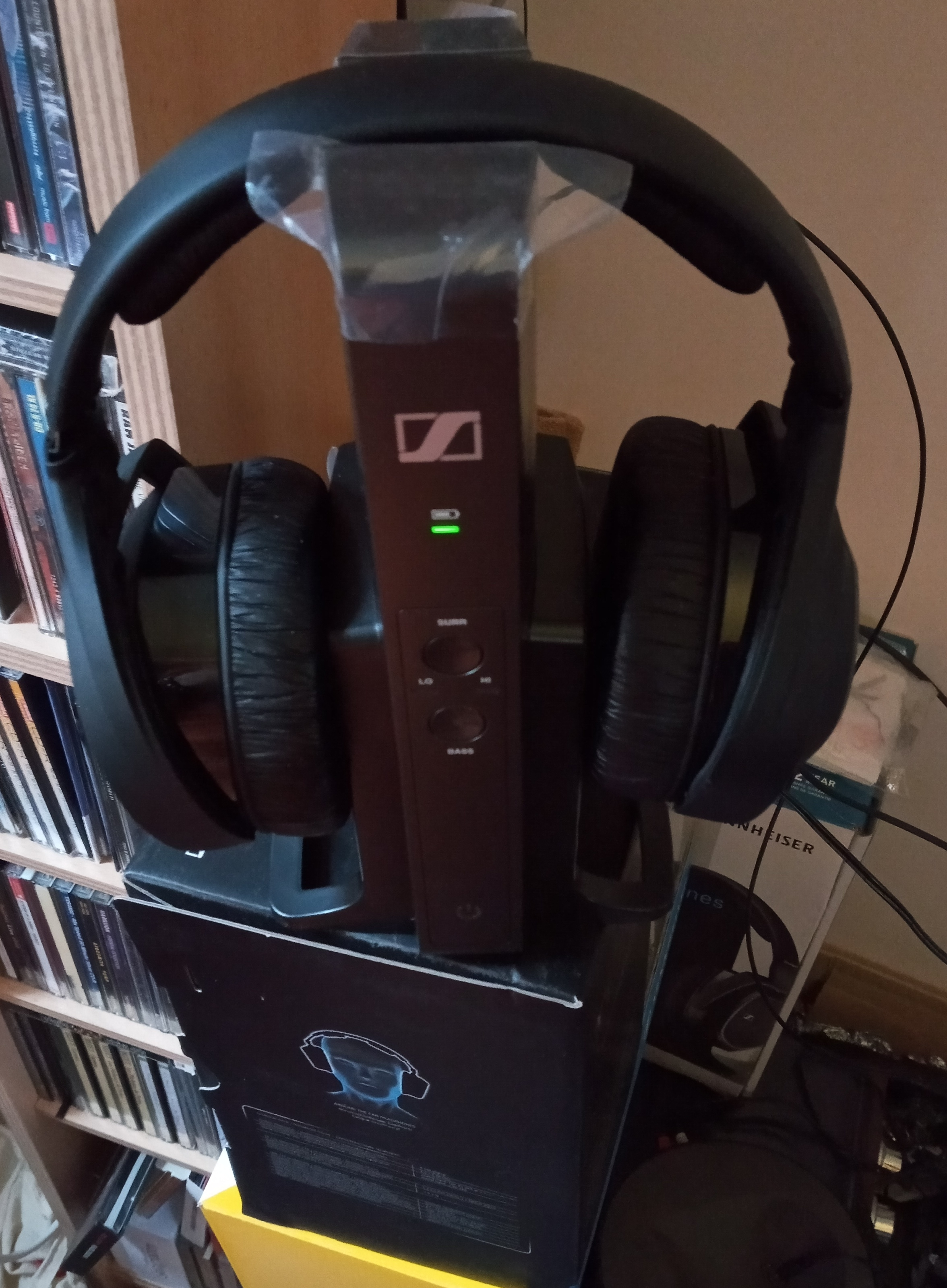
Nieuwe Sennheiser RS 175 draadloze koptelefoon, aan het opladen op het laadstation, tevens zender (2,4 GHz)

Een hoofdtelefoon of koptelefoon is een systeem van twee luidsprekertjes die vlak bij de beide oren worden gedragen. Hoofdtelefoons worden gebruikt om geluid voor één enkele persoon weer te geven, zonder dat anderen mee kunnen luisteren of ermee worden lastiggevallen. In de praktijk is dit niet altijd het geval. Een hoofdtelefoon kan erg hard staan of weinig demping bieden, waardoor anderen toch hinder kunnen ondervinden; dit komt vaker voor bij oortelefoons. Bij normaal gebruik zou het geluid van de hoofdtelefoon niet of nauwelijks te horen moeten zijn.

## Korte geschiedenis
Al in 1919 was er sprake van een (primitieve) hoofdtelefoon uitgevonden door de Amerikaan Nathaniel Baldwin (1878-1961). Deze vorm werd gebruikt door radioamateurs om de ontvangen geluidssignalen zonder storende omgevingsgeluiden te kunnen horen. Rond 1958 verscheen de hoofdtelefoon met stereo en later, vanaf 1980, werd bij de walkman een modernere versie ervan geleverd. Vanaf 2001 werd bij de iPod de hoofdtelefoon door oordopjes vervangen, vanaf 2009 is er sprake van zogeheten in-ear-dopjes die dieper in het oor gaan, waardoor de geluidskwaliteit beter is, dan wel beter wordt beleefd.

## Constructie
Verreweg de meeste hoofdtelefoons werken volgens het magneto-dynamisch principe, waarbij de spreekspoel aan de conus vastzit en zich in een sterk magnetisch veld bevindt. Op deze spoel wordt het muzieksignaal aangesloten, waardoor het aldus opgewekte wisselende magnetische veld de conus aandrijft. Er bestaan ook elektrostatische en elektret hoofdtelefoons, waarvoor speciale hoogspanningsomvormers nodig zijn.
De luidsprekertjes worden mechanisch vaak aan elkaar verbonden door een beugel. Deze kan over het hoofd heen, onder de kin door, of in de nek gedragen worden, en heeft een verende werking waardoor het contact van de kussentjes, die voor meer comfort vaak rond de luidsprekers zijn aangebracht, met de oren wordt gehandhaafd. Soms ontbreekt die beugel, en worden de (in dat geval zeer kleine) luidsprekers in het oor gedragen, al dan niet geholpen door beugeltjes om de oren.
Er bestaan hoofdtelefoons met een zogenaamd open systeem, waarbij de ruimte achter de conus in directe verbinding met de omgeving staat en met een gesloten systeem, waarbij de ruimte achter de conus geheel afgesloten is. Hierdoor worden omgevingsgeluiden zeer sterk gedempt.

## Natuurgetrouw ruimtelijk geluid
Als naar stereogeluid wordt geluisterd, lijkt het alsof het geluid tussen de twee luidsprekers (in het hoofd van de luisteraar) klinkt. Dat is niet natuurgetrouw en komt doordat normaal gesproken het geluid, dat van een zekere afstand komt, door de vorm van de menselijke oren anders klinkt. De vorm van onze oren maakt het mogelijk dat we vrij nauwkeurig kunnen bepalen waar het geluid vandaan komt. Dit komt door een richtingsafhankelijke demping van sommige frequenties en kleine faseverschuivingen.

Om geluid door een hoofdtelefoon zo te laten klinken dat het geluid van buiten het hoofd vandaan lijkt te komen, is een zeer hoge kwaliteit van de opname en de apparatuur nodig en moet de microfoon bij de opname in een soort kunsthoofd (met kunstoren) geplaatst worden. Ook is het mogelijk om het geluid elektronisch zo te bewerken dat de geluiden natuurgetrouw klinken. Het probleem daarbij is dat de vorm van de oren bij iedereen anders is, en dus het ruimtelijke effect voor iedereen wat anders is.

## Aansluiting
De aansluiting van een hoofdtelefoon op audioapparatuur gebeurt meestal met een plug. Er zijn twee standaardmaten, de 3,5 mm ('mini jack') en 6,3 mm diameter jackplug. De pluggen bestaan in mono- en stereo-uitvoering. Sommige, vaak iets goedkopere mp3-spelers hebben een 2,5 mm aansluiting. Voor deze spelers is er slechts een beperkt aantal hoofdtelefoons beschikbaar. Meestal moet er gebruikgemaakt worden van een verloopstekker van 2,5 naar 3,5 mm om toch van de hoofdtelefoon gebruik te kunnen maken.

## Draadloze hoofdtelefoon
Er zijn draadloze hoofdtelefoons die radiografisch in verbinding staan met een basisstation dat op de audioapparatuur is aangesloten. De zenders van draadloze hoofdtelefoons die begin 21e eeuw gemaakt zijn mogen maximaal 10 mW aan vermogen hebben en zenden voornamelijk op de 863-864 MHz en 2,4 GHz (vooral digitale draadloze hoofdtelefoons). Deze hoofdtelefoons kunnen een bereik hebben van 30 tot 100 meter (muren en dergelijke verkorten deze afstand). Hoofdtelefoons die zich bevinden in het spectrum van de 800-900 MHz, kunnen storing van soortgelijke apparaten hebben, wat opgelost kan worden door een ander kanaal te kiezen. De coaxkabel van een satellietschotel (vooral als deze al wat ouder is) kan een stoorsignaal geven rond de 900 MHz. Aangezien de frequenties tussen de 863-864 MHz niet beschermd zijn, kan men buren die met b.v. een schotel storing veroorzaken op een draadloze hoofdtelefoon, niet aansprakelijk stellen. Het is een vrije frequentie, tot 10 milliwatt (mW). Een oplossing is dan een digitale hoofdtelefoon die in en rond de 2,4 GHz ontvangt en zendt. Eenvoudigere draadloze hoofdtelefoons werken vaak op infrarood en hebben meestal een slecht geluid, vooral als men beweegt of als de ontvanger niet meer in het bereik is van de infrarode straal. 

### Bluetooth
Nieuwere draadloze hoofdtelefoons werken met bluetooth, ook in de 2,4GHz-band en hebben een vrij beperkt bereik, vaak maximaal twee tot tien meter, wat afhangt van de ruimte waarin men zich bevindt. In tegenstelling tot de radiografische koptelefoon, zijn de wat betere koptelefoons met bluetooth vaak voorzien van noise canceling, soms met bediening. Microfoontjes in de buitenzijde van de koptelefoon, vangen geluid op en zetten dit om naar een laagfrequent geluid (anti-geluid), waardoor het de boel dempt. Op die manier hoort men bepaalde geluiden minder hard, of helemaal niet meer. Dit hangt ook af van het geluidsniveau. Schelle en harde tonen, zoals een brandalarm, hard gepraat e.d. zijn vaak nog wel te horen, wel gedempt. Ook de pasvorm van de hoofdtelefoon draagt bij aan het tegenhouden van geluiden. De over-ear (over het oor) hoofdtelefoons, die goed passen, houden over het algemeen het ongewenste geluid het beste tegen.

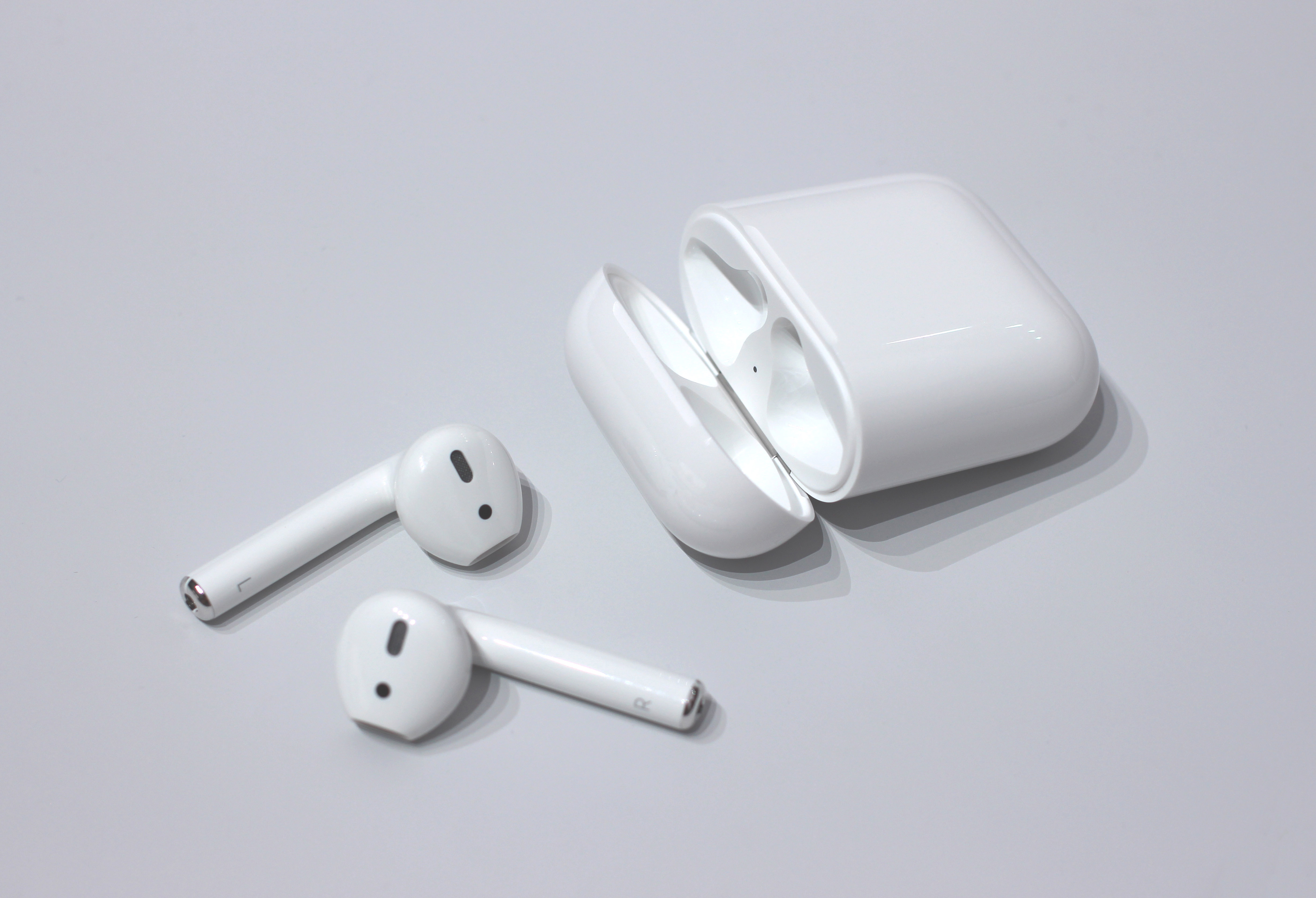
Draadloze AirPods.

Op 9 januari 2015 beweerde Onkyo als eerste werkelijk draadloze oortjes te gaan produceren, waar daarvoor oortjes nog met een draad tussen het linker en rechteroortje waren verbonden. Op 13 december 2016 bracht Apple hun eerste draadloze oordopjes uit, de AirPods. De AirPods waren de eerste grote trend in draadloze oortjes en zorgden dat veel concurrenten op de technologiemarkt ook overgingen op de ontwikkeling van draadloze oortjes. In begin 2020 bezat Apple zo'n 41% van de markt, waarmee het marktleider was in draadloze oortjes. Andere grote concurrenten in dat jaar zijn het Chinese Xiaomi, het Koreaanse Samsung en het Chinese QCY.

## Antigeluid
Sommige hoofdtelefoons kunnen naast de weergave van een geluidsbron ook worden gebruikt om omgevingsgeluid te neutraliseren door middel van antigeluid. Deze hoofdtelefoons, vaak op de markt gebracht met de term "Noise Reduction" of "Noise Cancelling" hebben een soort kleine microfoontjes die het omgevingsgeluid opnemen en dan compenseren met de muziek.

## Oordopjes

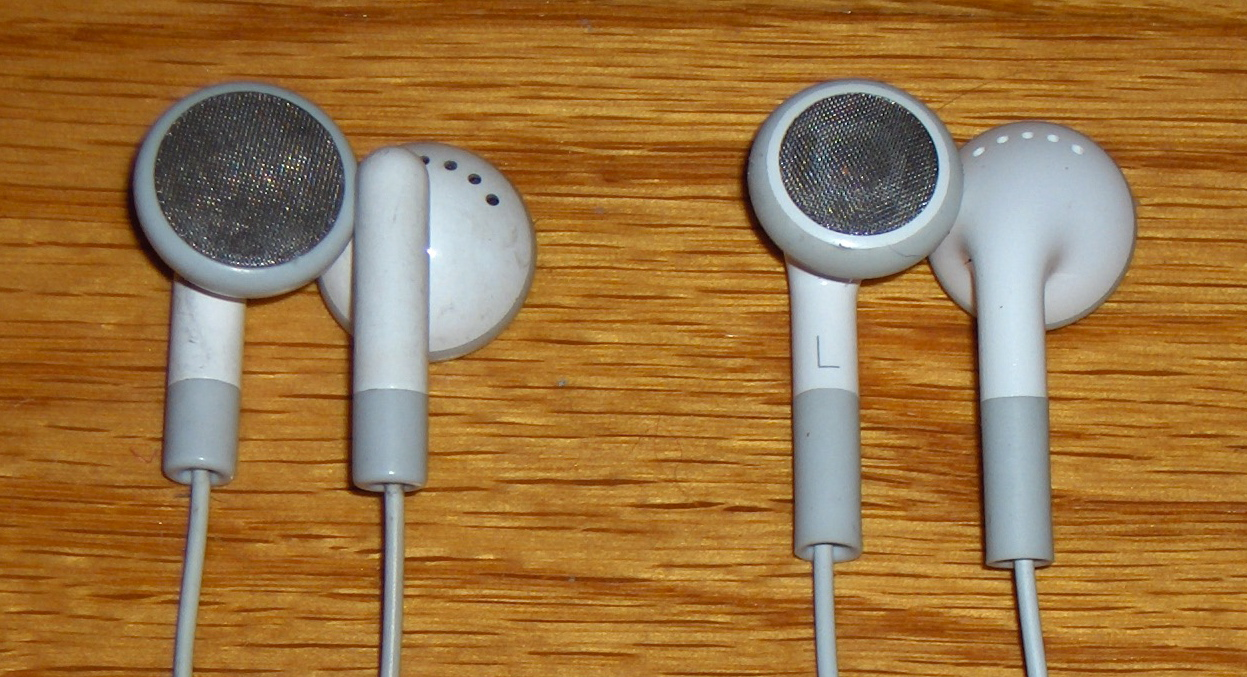
Oordopjes

Oordopjes of oortjes zijn een kleiner type hoofdtelefoon, dat bestaat uit een of twee kleine luidsprekers die in de oren worden gedragen. In het Engels worden ze earbuds genoemd, een term die soms in het Nederlands ook wel wordt gebruikt.
Er zijn drie soorten oordopjes:
standaarddeze standaard oordopjes hangen meer in het deel van het oor dat de concha heet.
in-eardeze hebben ankerpunten die dieper het oor in gaan. Deze ankerpunten zorgen ervoor dat de oortjes beter afsluiten van het omgevingsgeluid en ze beter blijven zitten.
bone conductiondit zijn oortjes die niet in het oor gaan of op het oor zitten, maar voor de oren op de jukbeenderen zitten. De oortjes sturen trillingen door via botgeleiding naar het binnenoor. Voordelen hiervan zijn dat er niets in de oren zit en de omgeving goed hoorbaar blijft, een nadeel is dat anderen de muziek ook sneller zullen horen.